# 古里核电厂

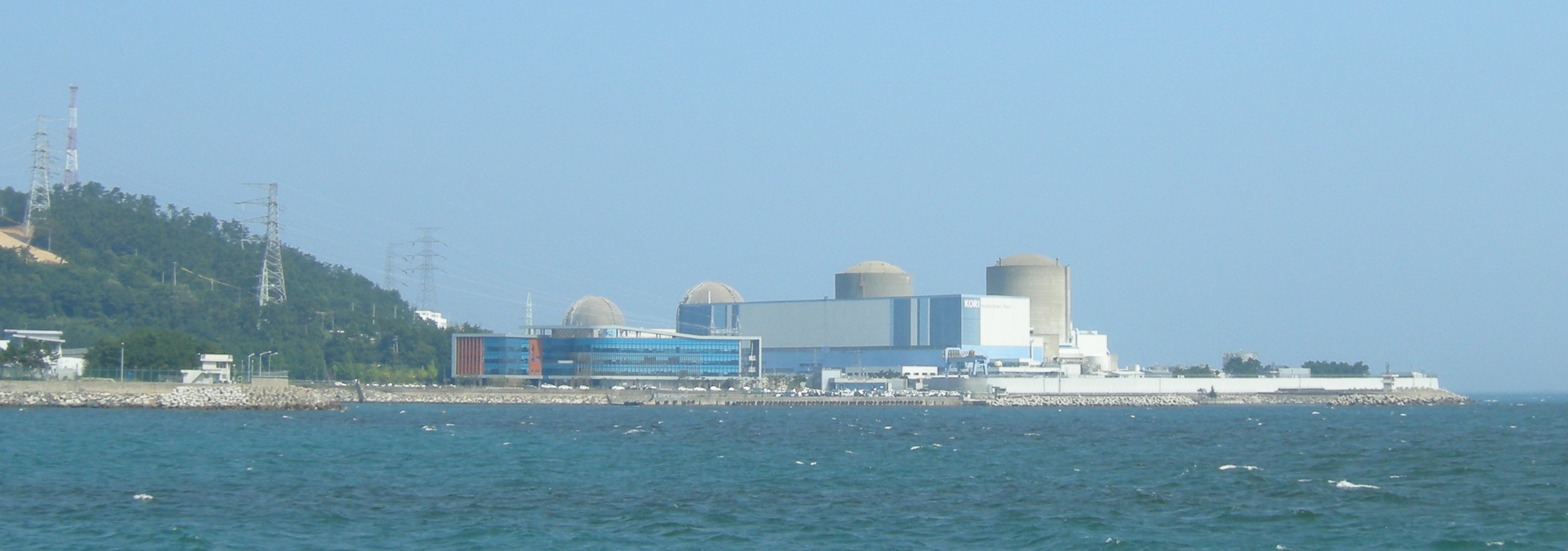
韩国古里核电站

古里核电厂（：／）位于韩国釜山广域市机张郡长安邑，隶属于韓國電力公社下属的韓國水電與核電公司。

## 历史
1971年，韩国首座核电站里核电站一号机组在釜山广域市机张郡长安邑开工，后于1977年建成，自1978年4月开始商业运营。二号机组、三号机组、四号机组在八十年代建成。
2006年，该核电站的扩建部分被称为“新古里核电厂”。2007年，韩国成为世界上第三个具备自行研发第三代核电技术的国家。

## 核电机组
| 名字     | 净發电功率 | 设计     | 动工日期   | 首次临界   | 商业运营   | 运行许可年限 | 永久关闭   | 核岛                                 | 涡轮发电机组         | 结构设计             | 建造     |
| -------- | ---------- | -------- | ---------- | ---------- | ---------- | ------------ | ---------- | ------------------------------------ | -------------------- | -------------------- | -------- |
| Phase I  |            |          |            |            |            |              |            |                                      |                      |                      |          |
| 古里-1   | 576 MW     | WH-60    | 1972-08-01 | 1977-06-19 | 1978-04-29 | 2022年       | 2017-06-18 | 西屋                                 | 英国汤姆逊霍斯顿公司 | Gilbert              | 西屋     |
| 古里-2   | 640 MW     | WH-F     | 1977-12-23 | 1983-04-09 | 1983-07-25 |              |            | 西屋                                 | GEC Turbines (Rugby) | Gilbert              | 西屋     |
| 古里-3   | 1011 MW    | WH-F     | 1979-01-01 | 1985-01-01 | 1985-09-30 |              |            | 西屋                                 | 英国汤姆逊霍斯顿公司 | 比奇特尔公司         | 现代集团 |
| 古里-4   | 1012 MW    | WH-F     | 1980-04-01 | 1985-10-26 | 1986-04-29 |              |            | 西屋                                 | 英国汤姆逊霍斯顿公司 | 比奇特尔公司         | 现代     |
| Phase II |            |          |            |            |            |              |            |                                      |                      |                      |          |
| 新古里-1 | 996 MW     | OPR-1000 | 2006-06-16 | 2010-07-15 | 2011-02-28 |              |            | 韓國電力公社下属的韓國水電與核電公司 | 斗山集团             | 韩国电力工程建设公司 | 现代     |
| 新古里-2 | 996 MW     | OPR-1000 | 2007-06-05 | 2011-12-27 | 2012-07-20 |              |            | 韓國電力公社下属的韓國水電與核電公司 | 斗山                 | 韩国电力工程建设公司 | 现代     |
| 新古里-3 | 1416 MW    | APR-1400 | 2008-10-16 | 2015-12-29 | 2016-12-20 |              |            | 韓國電力公社下属的韓國水電與核電公司 | 斗山                 | 韩国电力工程建设公司 | 现代     |
| 新古里-4 | 1418 MW    | APR-1400 | 2009-08-19 | 2019-04-08 | 2019-08-29 |              |            | 韓國電力公社下属的韓國水電與核電公司 | 斗山                 | 韩国电力工程建设公司 | 现代     |
| 新古里-5 | 1340 MW    | APR-1400 | 2017-04-01 |            | 2022       |              |            | 未知                                 | 未知                 | 未知                 | 未知     |
| 新古里-6 | 1340 MW    | APR-1400 | 2018-09-20 |            | 2023       |              |            | 未知                                 | 未知                 | 未知                 | 未知     |

## 事故
2007年3月19日14时50分，4名维护人员在古里一号反应堆内部液体廃棄物蒸発気室内拆解一台再循环泵的时候，冷却水、温排水、放射性廃棄物混合的高温水喷溅流出，造成设备供应商的4名工作人员被烫伤，其中2人伤重送医住院。
2010年7月16日5时12分左右，古里核电厂遭雷袭造成输电线路跳闸，一号、二号反应堆机组停运。
2011年4月12日20时46分，古里核电站一号机组供电开关因因供电系统的进线切断器温度突然上升而烧毁，导致整个核电站停止运行。供电开关出现故障时，本应自动切换的备用开关也未动作，最终由应急柴油发电机提供了电力。当地时间12日下午8时46分开始停止运作。
2011年4月4日古里3号机组更换燃料和检查主要设备而停止运行。4月19日技术人员在3号机组内检查电气设备，操作失误导致高压线接地，2人触电身亡，断路器自动跳闸，古里3号机组和4号机组于13时43分同时断电。4号机组应急柴油发电机立刻自动启动。在应急发电机启动约1个半小时之后的下午15点5分恢复了外部供电。5月5日全部恢复运营。古里3号和4号机组被设计成共用一条电力母线，这意味着3号机组的电力系统出现故障会导致正常运转的4号机组被断电。韩国核安全委员会说： “核电安全无比重要，古里3号和4号机组共用一条电源线的设计本身就是安全意识淡薄的典型例子。” Furusato Unit 4 breaks down due to human error
2011年6月21日，古里核电站2号机组因新蔚山－古里输电线路碰到被风刮起的农用薄膜，整个机组当天上午10时30分停止运转，输电线瞬间停电后随即恢复供电。 
2011年9月韩国知识经济部向国会提交的资料指出：从2001年到2011年的10年间，韩国核电站因为各种故障和原因导致的停止运转事故共有91起，其中运行时间较长的古里核电站1号、2号、3号机组都是事故高发机组。
2012年2月9日古里核电站一号机组停堆更换燃料棒。20点34分对主发电机保护继电器试验时，人为错误导致外部供电中断（loss of off-site power，LOOP），二号应急柴油发电机（emergency diesel generator，EDG)由于气动启动系统问题而启动失败，而一号应急柴油发电机正处于计划内维护无法使用，核电站全厂断电（station blackout，SBO）；这是1978年投产以来首次发生核电站全部电源断电事故。12分钟后外部供电恢复。冷却系统停运19分钟后，核电厂操纵员恢复了冷却系统的余热导出主泵。反应堆冷却管路最大升温21.3℃；反燃料水池温度从21℃升到21.5℃。事故发生当天，现场的工作人员还故意未在管理日志中记录事故内容，以防原子能安全委员会派遣到当地的监督人员知晓。韩国水力原子能公社在发生事故一个多月后的3月12日才向韩国原子力安全委员会汇报了该事。韩国核能安全委员会于3月13日派出专家组进行实地调查。面对质疑，核电站方面的解释是：断电状况出现后，工作人员很快就找到原因并恢复供电，因为他们忙于抢修设备，“错过了向总部和有关当局汇报的时机”。韩国核能安全委员会3月16日披露，2月9日导致大停电事故的第二号应急柴油发电机在事故后1个多月仍然处于无法启动状态，因为发电机内部的阀门不正常，塞进了异物；但是按照规定，核电站每个月都应该对应急柴油发电机进行检查，也就是说核电站1个月前进行的相关检查报告有可能也是虚构的。调查表明，厂用变压器（Unit Auxiliary Transformer，UAT)导通测试时，供电配置系统不能保证厂用变压器的可用能力。韩国核能安全委员会公布中期调查结果称古里核电站在发生全面停电事故12分钟后虽然恢复了外部供电，但2台应急发电机仍然处于故障状态，核电站当班操纵员小组在这时取出核反应堆中的核燃料。按规定，如果要取出核燃料，至少要有1个外部电源线和1台应急发电机可以运行。古里1号机组操纵人员违反基本规定进行作业，极可能引发重大事故。调查报告显示，古里核电站本应在外部3个电源线中的2个线路进行整修之后，在2月11日开始主发电机继电保护装置的测试工作；但为了提高作业速度，核电站将主发电机继电保护装置测试日期提前至2月8日，由此埋下祸根。
韩国核能安全委员会为防止类似事件再次发生，针对4个领域出台了20个对策。委员会表示，“不打算将古里核电站1号机组报废，如果符合安全规定，将再次启动”。古里核电站1号机组“大停电”事故后，韩国政府对全国范围内的核电站的紧急发电机进行了大检查。3月23日，新古里二号反应堆因为主水泵故障而停堆，但备用水泵启动保持了反应堆冷却，因此没有核泄露风险。3月28日灵光核电站2号机组的紧急发电机在接受检查过程中突然停止运转。核电站的机组都配有两台发电机，紧急发电机在主发电机发生故障10秒之内就会自动启动。检查人员为方便检查，手动启动了2号机组的备用发电机，但在1分14秒之后，响起引擎冷却水低压警报，并随即停止运转。备用发电机担负着启动抽水机、用水冷却原子炉的重要功能，一旦停止运转可能造成过热而导致核燃料泄露。灵光郡政府在接到报告后，却没有向公众公开此事，相关人员解释称，“紧急发电机出现故障，问题很快就得到了解决，所以政府认为问题不大，没有公布，并无存心隐瞒之意。”。灵光核电站表示“此次事故已如实上报”。但韩国知识经济部4月8日公布的紧急发电机检查报告中“一切正常”。 一号机组停运了5个月之久，直到2012年8月6日下午才恢复运营。
2012年10月2日8时10分，新古里一号反应堆因为控制棒故障警报而停堆。
2013年6月，古里二号反应堆停堆，一号反应堆被指令保持停堆状态，直至伪造安全证书的控制电缆完成更换。建设中的APR-1400堆型使用的控制电缆未能通过阻燃与其他测试，导致建堆工作拖延一年。
2013年10月，新古里3号机组的控制电缆未能通过阻燃测试。
2014年8月25日，由于暴雨，大量雨水从三回路的海水取水口进入，古里核电厂的五座反应堆被迫停堆。当天16时，地下的配电系统由于雨水浸入而失去功能23小时。
2014年12月15日，不明黑客侵入韩国水力与核电公司数据库，在互联网上公布了古里核电站和月城核电站的设计资料。
2014年12月26日下午17时18分许，新古里核电站第三机组建设现场附属楼发生氮气泄漏事故，导致在附属楼地下进行安全巡逻的3名工作人员窒息死亡。韩国国立科学调查研究院查明的事故原因为12月4日核电站在维修氮气输送阀门时，因操作失误而导致阀门受损氮气泄露。韩国警方经调查表示，当时核电站设备科长在曾被告知疑似有氮气漏气声，但他未即时采取措施。警方以涉嫌“业务过失致死”对核电站设备科长提出逮捕申请。
2015年2月3日3时28日，古里二号机组的涡轮发电机发生氢气泄漏而停堆。
2017年3月22日，地检署宣布指控古里核电厂6人从2011年1月至2016年8月，在核电厂向海中排放的废水中未经许可偷排了100吨有害物质二甲基聚硅氧烷。
当地时间2017年3月28日，古里核电站4号机组内部的设备冷却水波动箱的水位上升，致使0时20分左右反应堆功率降低，至5时11分，该机组被手动停机以待接收后续检查。
2021年2月24日，韩国水电核电公司（KHNP）发言人Kim Sang-jo表示，由于新工业事故法案的通过，该公司须采取额外措施保障核电厂建设人员安全，且不能安排任何可能引发事故的夜间工作，因此，新古里核电厂5、6号机组（APR1400）建设进度将进一步推迟。目前施工进度为65%。